# هارييت ر. شاتوك
هارييت ر. شاتوك (لقبها قبل الزواج روبنسون؛ 4 ديسمبر 1850 - 24 مارس 1937) كانت مؤلفة أمريكية وبرلمانية ومعلمة للقانون البرلماني ورائدة في مجال حق المرأة في التصويت. عملت شاتوك كمساعدة كاتب في مجلس النواب بولاية ماساتشوستس في عام 1872، وكانت أول امرأة تشغل هذا المنصب. وألفت العديد من الكتب، بما في ذلك قصة الكوميديا الإلهية لدانتي (1887)، وصديقنا المشترك: كوميديا من أربعة فصول مستمدة من تشارلز ديكنز (1880)، والطريقة «الوطنية» (1880)، والزواج ومخاطره والواجبات (1882)، والناس العاديون في الشرق والغرب (1891)، ودليل المرأة للقانون البرلماني (1891)، ودليل المرأة للقانون البرلماني (1895)، وقواعد شاتوك المتقدمة للتجمعات الكبيرة (1898)، وصديقنا المشترك: كوميديا، من أربعة فصول (1909)، وإجابات شاتوك البرلمانية، مرتبة أبجديًا (1915).

## حياتها المبكرة وتعليمها
هارييت (اسمها المستعار «هاتي») ولدت باسم لوسي روبنسون في لوويل بولاية ماساتشوستس في 4 ديسمبر عام 1850. وكانت الابنة الكبرى بين أربعة أطفال لويليام ستيفنز روبنسون وهارييت جين هانسون روبنسون. وإخوتها هم: إليزابيث أوزبورن (مواليد 1852)، وويليام إلبريدج (1854-1859)، وإدوارد وارينغتون (مواليد 1859).
تلقت شاتوك تعليمها في مدارس مالدن العامة بولاية ماساتشوستس. بالإضافة إلى دراسة القانون، حصلت على عدة سنوات من التدريب الأدبي تحت إشراف ثيودور دي ويلد من بوسطن. وحين أصبحت بالغة واصلت دراستها في مواضيع مختلفة، وكانت الفلسفة والسياسة هي المواضيع الرئيسية في سنوات دراستها المتأخرة.

## مسيرتها المهنية
بعد فترة وجيزة من ترك الدراسة بدأت بكتابة قصص للأطفال ومقالات للصحف حول مواضيع مختلفة، تتعلق بالمرأة بشكل رئيسي. وعندما كان والدها كاتبًا في مجلس النواب في ماساتشوستس عملت كمساعدة كاتب، وكانت أول امرأة تشغل مثل هذا المنصب في الولاية (1871-1872).
عملت شاتوك ككاتبة في مكتب جمعية العلوم الاجتماعية الأمريكية في بوسطن. وخلال السنوات الخمس أو الست التي قضتها في مدرسة كونكورد الصيفية للفلسفة كتبت رسائل لصحيفة بوسطن المسائية، والتي وضحت من خلالها فلسفة مختلف المعلمين العظماء، مثل أفلاطون وهيغل ودانتي وغوته، وأتاحتها لعامة الناس. وكانت قصة الكوميديا الإلهية لدانتي (نيويورك، 1887) نتيجة لتلك الرسائل من مدرسة كونكورد. أما كتبها الأخرى مثل صديقنا المشترك (بوسطن، 1880)، مسرحية مستمدة من ديكنز، والناس العاديون في الشرق والغرب (بوسطن، 1891)، هي كتب حكايات للأطفال.
كانت مهتمة بجميع الحركات التي تهدف إلى النهوض بالمرأة، وخاصة قضية منح المرأة حق التصويت السياسي. وألقت أول خطاب لها من أجل حق الاقتراع في روتشستر بولاية نيويورك في عام 1878. وبعد ذلك تحدثت أمام لجان الكونغرس والهيئة التشريعية في ولاية ماساتشوستس، وفي العديد من المؤتمرات في واشنطن العاصمة وأماكن أخرى. وكانت رئيسة إحدى جلسات المجلس الدولي الأول للمرأة، الذي عقد في واشنطن العاصمة عام 1888. وكانت متحدثة هادئة ولم تكن انفعالية. وكانت أفضل أعمالها في الكتابة، وليس في الخطابة، إلا إذا أدرجنا تحت هذا المصطلح تدريس السياسة والقانون البرلماني، مع فن رئاسة وإدارة الاجتماعات العامة. وكان كتابها الأكثر شعبية هو دليل المرأة للقانون البرلماني (بوسطن، 1891)، وهو العمل الذي كان بمثابة معيار معترف به.

## الانتماءات
لمدة عشر سنوات عملت شاتوك كرئيسة للجمعية الوطنية لحق المرأة في التصويت في ماساتشوستس. وكانت أيضًا رئيسة الطبقة السياسية في بوسطن، والتي قادتها لمدة سبع سنوات، وخلالها جرى النظر في علوم الحكومة والموضوعات السياسية المعاصرة. وكانت مؤسسة نادي «القديم والجديد» في مالدن بولاية ماساتشوستس، وهو أحد أقدم الأندية النسائية في البلاد. وكانت عضوًا في جمعية الصحافة النسائية في نيو إنجلاند.

## حياتها الشخصية
في 11 يونيو عام 1878 تزوجت بسيدني دوان شاتوك، وهو تاجر من مالدن.
توفيت بسبب ذات الرئة في مستشفى مالدن، في 24 مارس عام 1937. ودُفنت في مقبرة سليبي هولو في كونكورد بولاية ماساتشوستس.
حفظت أعمالها وأعمال أوراقها وأوراق والدتها في مكتبة سلاسنجر، في مستودع معهد رادكليف في جامعة هارفارد.

## أعمال مختارة
- قصة الكوميديا الإلهية لدانتي (نيويورك 1887)
- صديقنا المشترك: كوميديا من أربعة فصول مستمدة من تشارلز ديكنز (بوسطن 1880)
- الطريقة «الوطنية» (1880)
- الزواج ومخاطره والواجبات (1882)
- الناس العاديون في الشرق والغرب (1891)
- دليل المرأة للقانون البرلماني (بوسطن 1891)
- دليل المرأة للقانون البرلماني (1895)
- قواعد شاتوك المتقدمة للتجمعات الكبيرة: ملحق (1898)
- صديقنا المشترك: كوميديا، من أربعة فصول (1909)
- إجابات شاتوك البرلمانية، مرتبة أبجديًا (1915).